# Южный тропик

Положение тропика Козерога на карте мира

Ю́жный тро́пик, или тро́пик Козеро́га, — самая южная широта, на которой солнце в полдень может подняться в зенит; одна из пяти основных параллелей, отмечаемых на картах Земли. Расположена на 23°26′16″ к югу от экватора. Это происходит в момент зимнего солнцестояния, когда угол падения солнечных лучей на поверхность Южного полушария, меняющийся в течение года из-за обращения наклоненной оси Земли вокруг Солнца, является максимальным.
Северный эквивалент Южного тропика — Северный тропик. Область, лежащая к югу от Южного тропика, имеет субтропический и умеренный климат. Область, заключённая между Южным и Северным тропиками, называется тропиками.
Название тропика Козерога произошло от созвездия Козерога, в которое 2 тысячи лет назад «входило» солнце в момент зимнего солнцестояния. В настоящее время в этот период солнце находится в созвездии Стрельца, что обусловлено процессом предварения равноденствий. Слово «тропик» произошло от греч. τροπικός (поворот), то есть описывает процесс «разворота» движения Солнца в солнцестояние.
Положение Южного тропика не является фиксированным, поскольку по определению зависит от наклона оси вращения планеты относительно солнца. В 2000 году среднее значение наклона приблизительно равнялось 23°26′21″, но из-за нутации земной оси, а также других циклов с различными периодами, положение тропиков несколько меняется. В настоящее время тропик Козерога медленно перемещается к экватору в связи с постепенным уменьшением наклона земной оси к плоскости её траектории.
При пересечении тропика в море на судне иногда устраивается праздник Нептуна.

## География

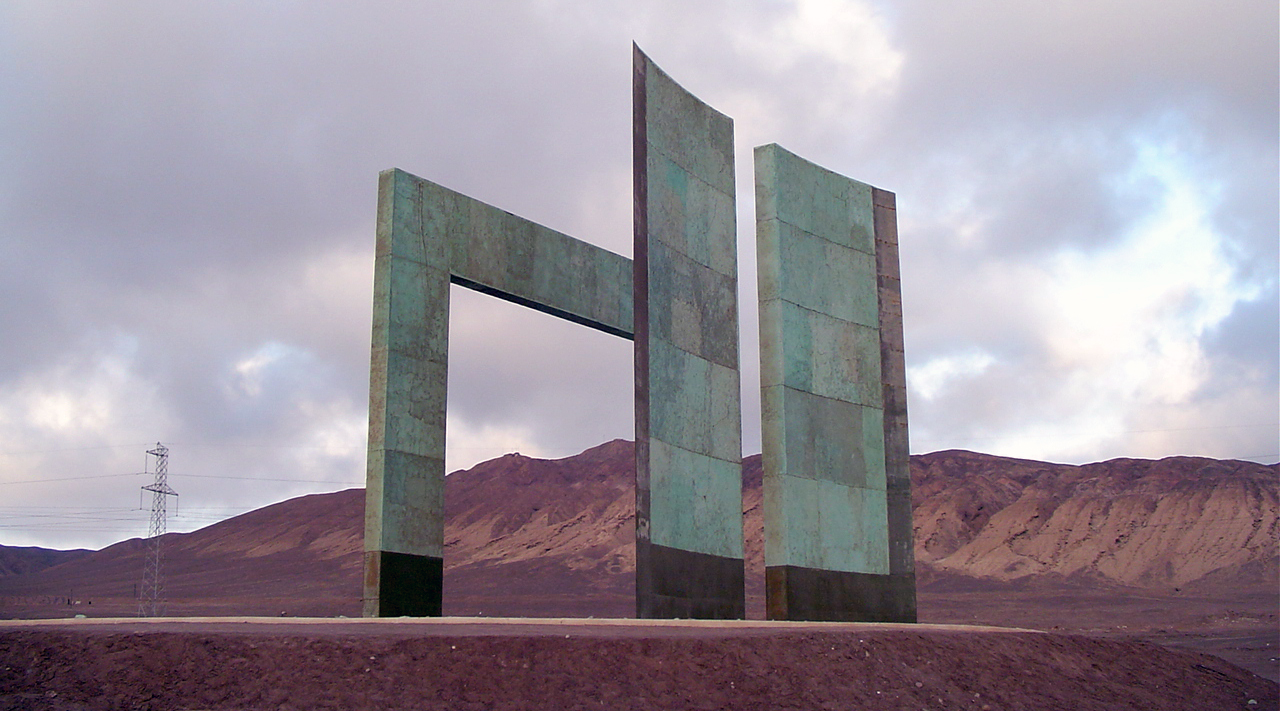
Монумент, отмечающий тропик Козерога к северу от города Антофагаста, Чили.

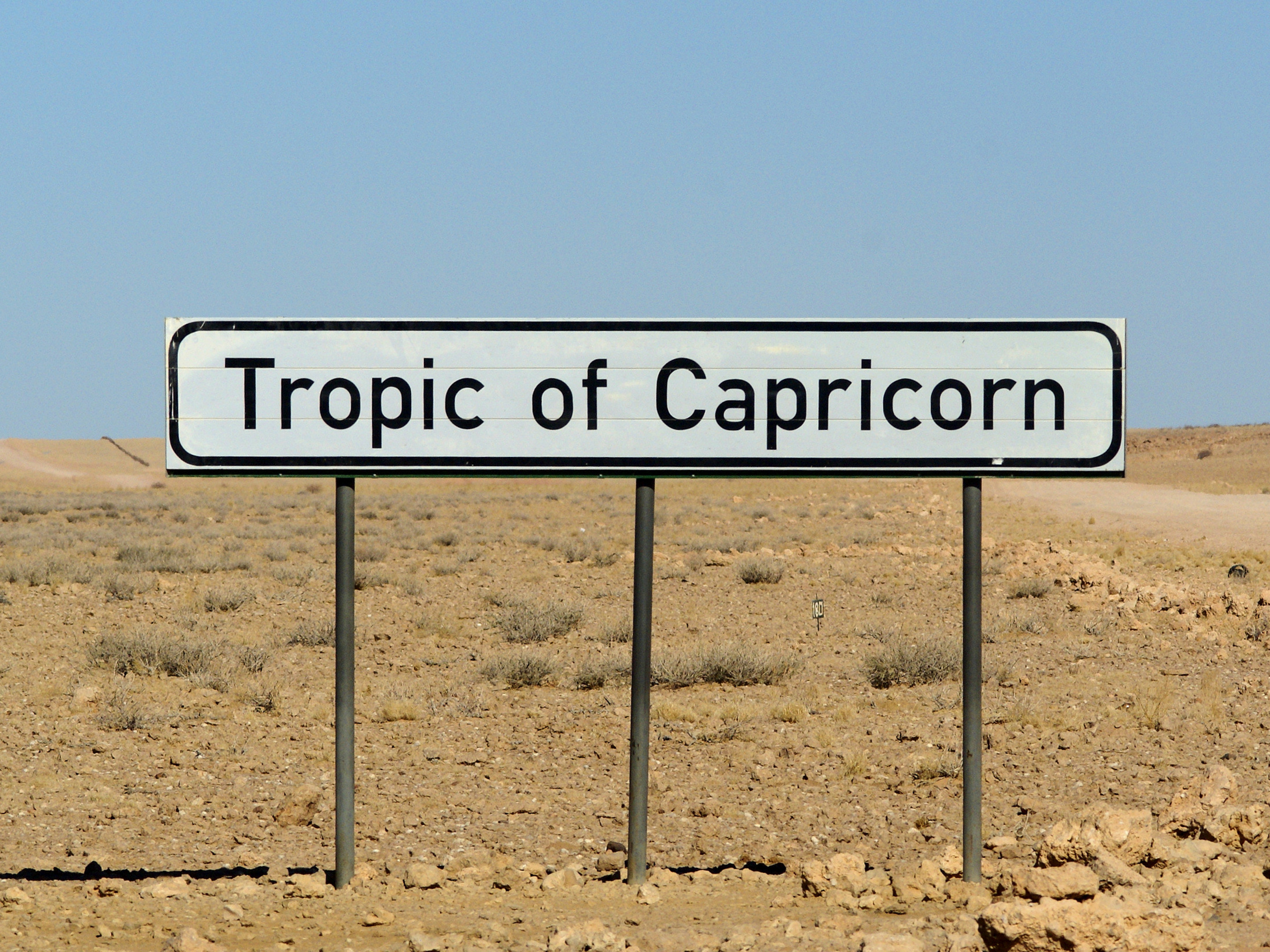
Знак, отмечающий тропик Козерога в Намибии.

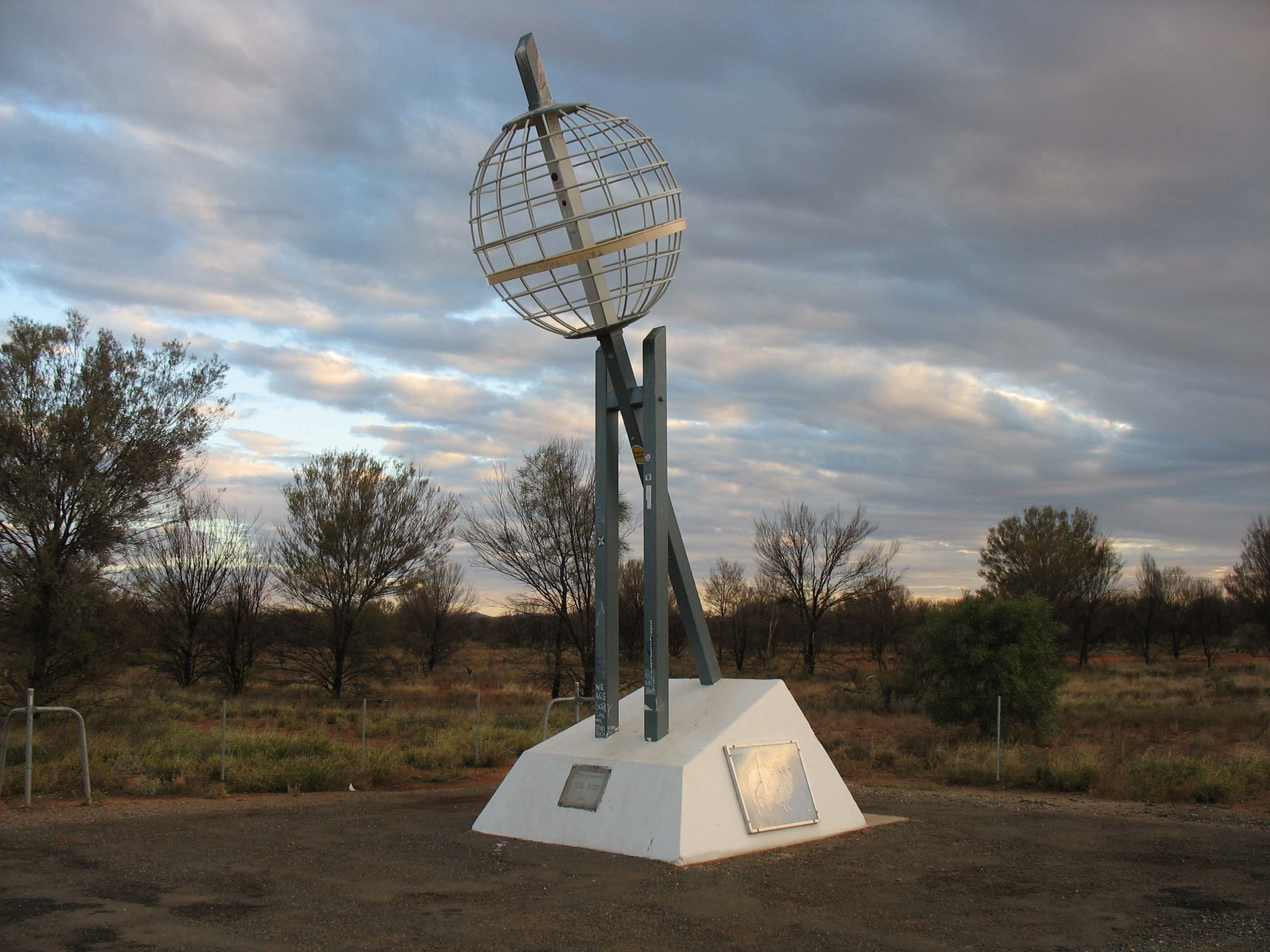
Монумент, отмечающий тропик Козерога к северу от Алис-Спрингс, Австралия.

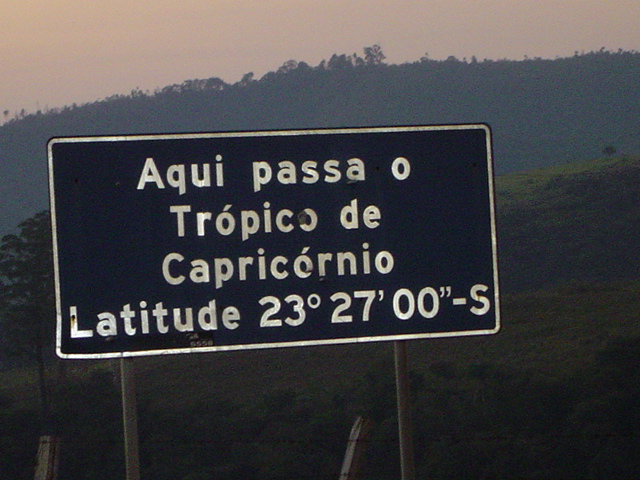
Дорожный знак, отмечающий тропик Козерога в городе Сантана-ду-Пранаиба, Бразилия.

При движении от Гринвичского меридиана на восток, тропик Козерога проходит через:
| Страна, территория или море | Примечания |
| --------------------------- | --- |
| Атлантический океан         | |
| Намибия                     | |
| Ботсвана                    | |
| ЮАР                         | |
| Мозамбик                    | |
| Индийский океан             | Мозамбикский пролив |
| Мадагаскар                  | |
| Индийский океан             | |
| Австралия                   | Западная Австралия Северная территория Квинсленд                                                                             |
| Тихий океан                 | Коралловое море, немного южнее от рифа Като (Территория островов Кораллового моря)                                           |
| Тихий океан                 | Проходит немного севернее рифов Минерва ( Тонга) и между островами Тубуаи и Раиваваэ (острова Тубуаи, Французская Полинезия) |
| Чили                        | |
| Аргентина                   | |
| Парагвай                    | |
| Бразилия                    | |
| Атлантический океан         | |

## Города, расположенные на тропике Козерога
- Алис-Спрингс
- Рокгемптон
- Эмералд
- Сан-Паулу
- Маринга
- Можи-дас-Крузис
- Итакуакесетуба
- Убатуба